# USS Oliver Mitchell (DE-417)
USS Oliver Mitchell (DE-417) là một tàu hộ tống khu trục lớp John C. Butler từng phục vụ cùng Hải quân Hoa Kỳ trong Chiến tranh Thế giới thứ hai. Nó là chiếc tàu chiến duy nhất của Hải quân Hoa Kỳ được đặt cái tên này, theo tên Thiếu úy Thủy quân Lục chiến Oliver Mitchell (1917–1942), phi công từng trú đóng tại sân bay Henderson, Guadalcanal, đã tử trận ngoài khơi đảo Ramos vào ngày 23 tháng 8, 1942 và được truy tặng Huân chương Ngôi sao Bạc. Nó đã phục vụ trong suốt Thế chiến II, được cho ngừng hoạt động sau khi xung đột chấm dứt vào năm 1946, rồi cuối cùng bị bán để tháo dỡ vào năm 1973. Oliver Mitchell được tặng thưởng năm Ngôi sao Chiến trận do thành tích phục vụ trong Thế Chiến II.

## Thiết kế và chế tạo
Lớp John C. Butler được thiết kế nhằm đáp ứng nhu cầu một số lượng lớn nhưng rẻ tiền của một kiểu tàu hộ tống chống tàu ngầm để hộ tống các đoàn tàu vận tải vượt đại dương, nên chỉ trang bị vũ khí chống hạm nhẹ. Lớp tàu này là một phần của đơn đặt hàng 720 tàu hộ tống cần được hoàn tất vào cuối năm 1944, nhưng số lượng chế tạo sau đó được cắt giảm đáng kể.

### Đặc tính chung

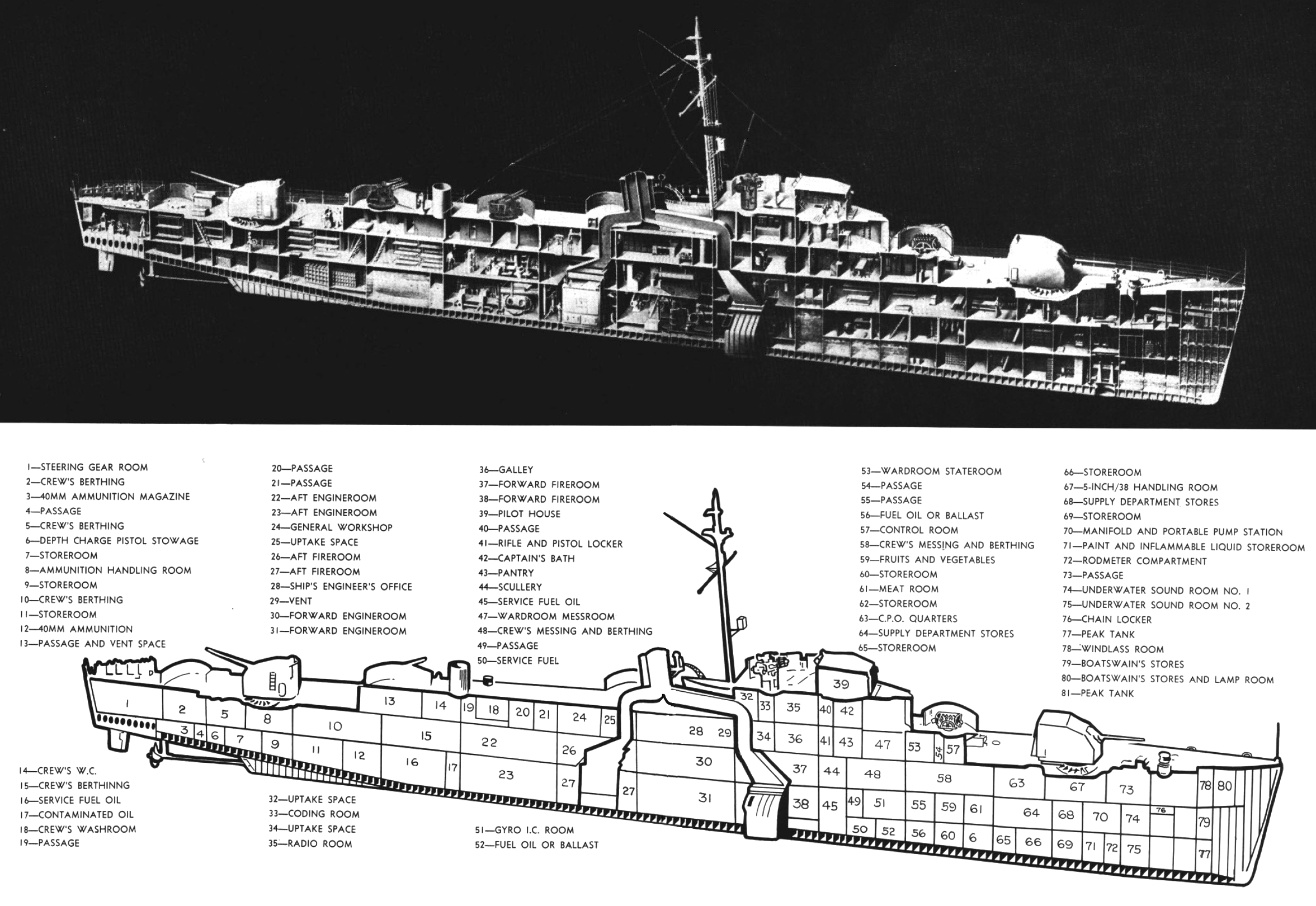
Sơ đồ một tàu hộ tống khu trục tiêu biểu của Hải quân Hoa Kỳ

Oliver Mitchell có chiều dài chung 306 foot (93,3 m), mạn tàu rộng 36 foot 10 inch (11,2 m) và mớn nước 13 foot 4 inch (4,1 m). Nó có trọng lượng choán nước tiêu chuẩn 1.350 tấn Anh (1.372 t), và lên đến 1.745 tấn Anh (1.773 t) khi đầy tải, với một thủy thủ đoàn bao gồm 14 sĩ quan và 201 thủy thủ.

### Động lực
Con tàu được vận hành bởi hai turbine hơi nước hộp số Westinghouse; hơi nước được cung cấp bởi hai nồi hơi "D" Express, tạo ra công suất 12.000 mã lực càng (8.900 kW) và cho phép đạt được tốc độ tối đa 24 hải lý trên giờ (44 km/h; 28 mph). Nó có tầm hoạt động 6.000 hải lý (11.000 km; 6.900 mi) ở tốc độ đường trường 12 hải lý trên giờ (22 km/h; 14 mph).

### Vũ khí và cảm biến
Dàn vũ khí chính của Oliver Mitchell bao gồm hai tháp pháo 5-inch/38 caliber đa dụng nòng đơn, bố trí phía trước và phía sau cấu trúc thượng tầng nhằm đối phó những mục tiêu tàu nổi và trên không; chúng được dẫn đường bởi hệ thống điều khiển hỏa lực Mark 51. Ngoài ra con tàu còn trang bị hai khẩu đội Bofors 40 mm L/60 phòng không nòng đôi, bắn thượng tầng bên trên tháp pháo 5-inch, và mười khẩu Oerlikon 20 mm phòng không nòng đơn cũng được dẫn đường bởi hệ thống Mark 51. Ngoài ba ống phóng ngư lôi 21 inch (533 mm), vũ khí chống ngầm bao gồm hai đường ray thả mìn sâu, tám máy phóng mìn sâu K-gun cùng một dàn súng cối chống ngầm Hedgehog. Con tàu được trang bị sonar kiểu QC, radar dò tìm mặt biển SL và radar dò tìm không trung SA.

### Chế tạo

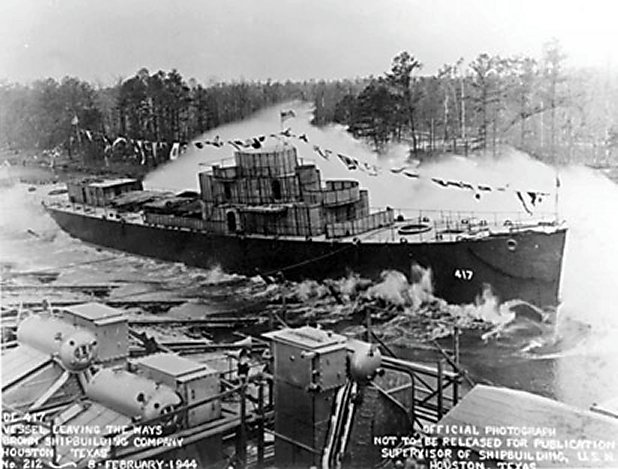
Oliver Mitchell lúc hạ thủy, ngày 8 tháng 2, 1944

Oliver Mitchell được đặt lườn tại xưởng tàu của hãng Brown Shipbuilding Co. ở Houston, Texas vào ngày 3 tháng 1, 1944. Nó được hạ thủy vào ngày 8 tháng 2, 1944, được đỡ đầu bởi bà Margaret R. Mitchell, mẹ của Thiếu úy Mitchell, và được cho nhập biên chế cùng Hải quân Hoa Kỳ vào ngày 14 tháng 6, 1944 dưới quyền chỉ huy của Hạm trưởng, Thiếu tá Hải quân Kenneth J. Barclay.

## Lịch sử hoạt động

### Chạy thử máy - Các hoạt động ban đầu
Sau khi hoàn tất việc trang bị, Oliver Mitchell đi đến Galveston để bắn thử pháo trước khi lên đường vào ngày 2 tháng 7, 1944 cho chuyến đi chạy thử máy huấn luyện tại khu vực Bermuda cho đến đầu tháng 8, và gia nhập Hạm đội Đại Tây Dương. Vào ngày 5 tháng 8, đang khi neo đậu cặp bên mạn tàu chị em Gentry (DE-349), nó gặp tai nạn va chạm và bị hư hại nhẹ. Sau khi hoàn tất việc chạy thử máy, nó đi đến Xưởng hải quân Boston, và sau đó đến Xưởng hải quân Norfolk để sửa chữa sau chạy thử máy.

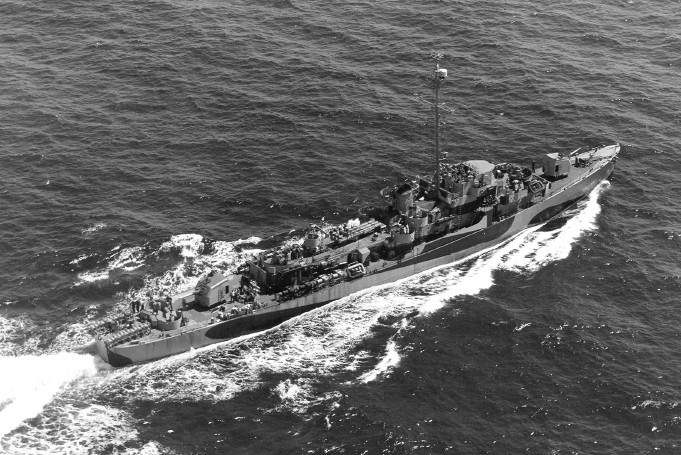
Oliver Mitchell đang ở phía Đông eo biển Nantucket, ngày 20 tháng 8 năm 1944.

Được điều động sang khu vực Mặt trận Thái Bình Dương, Oliver Mitchell cùng với tàu chị em Robert F. Keller (DE-419) khởi hành từ Norfolk vào ngày 27 tháng 8, đi đến Xưởng hải quân Philadelphia để gặp gỡ tàu tiếp liệu thủy phi cơ Currituck (AV-7), rồi cùng lên đường vào ngày 31 tháng 8 để hướng sang vùng kênh đào Panama.  Sau khi băng qua kênh đào vào ngày 6 tháng 9, nó gia nhập Hạm đội Thái Bình Dương và được phân về Đội hộ tống 72,  rồi đi đến San Diego, California vào ngày 15 tháng 9. Tiếp tục hành trình hướng sang quần đảo Hawaii, nó đi đến Trân Châu Cảng vào ngày 25 tháng 9.
Hoạt động từ căn cứ Trân Châu Cảng, Oliver Mitchell hộ tống cho Saratoga (CV-3) khi chiếc tàu sân bay tiến hành huấn luyện chuẩn nhận phi công từ ngày 1 đến ngày 5 tháng 10. Sau đó từ ngày 8 đến ngày 12 tháng 10, nó thực hành tìm-diệt tàu ngầm cùng với tàu sân bay hộ tống Anzio (CVE-57) và các tàu đồng đội trong Đội hộ tống 72, bao gồm Robert F. Keller, Lawrence C. Taylor (DE-415), Melvin R. Nawman (DE-416) và Tabberer (DE-418). Nó cùng Anzio và Đội hộ tống 72 khởi hành đi Eniwetok vào ngày 16 tháng 10, đến nơi vào ngày 24 tháng 10. Đơn vị lại lên đường hai ngày sau đó để đi sang Ulithi. Trên đường đi, Oliver Mitchell đã cứu vớt hai thành viên đội bay một chiếc TBF Avenger của Anzio bị rơi xuống biển vào ngày 28 tháng 10, và sang ngày hôm sau lại cứu vớt thêm bốn người bị rơi xuống nước từ chiếc tàu sân bay, sau khi xảy ra tai nạn lúc một máy bay hạ cánh. Các con tàu đi đến Ulithi vào ngày 1 tháng 11, nơi họ thành lập nên Đội đặc nhiệm 30.7 trực thuộc Đệ Tam hạm đội.

### Hoạt động tìm-diệt tàu ngầm

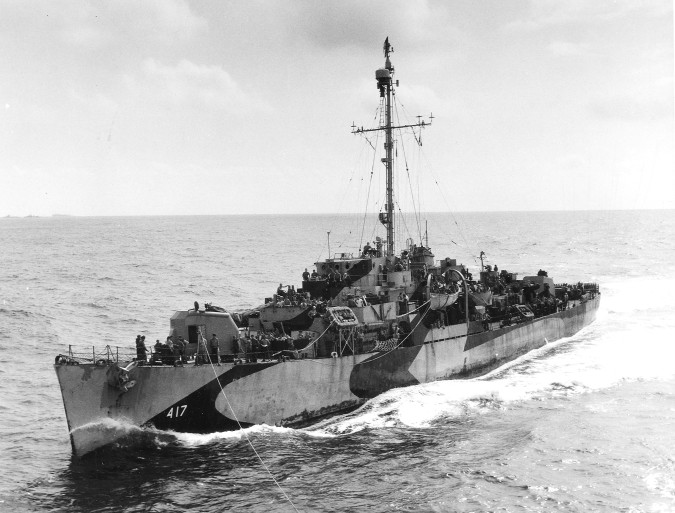
Oliver Mitchell đang tiếp cận Anzio để chuyển một thành viên đội bay Avenger trở lại Anzio, ngày 19 tháng 12 năm 1944

Lên đường vào ngày 4 tháng 11, Đội đặc nhiệm 30.7 hoạt động tuần tra chống tàu ngầm trong biển Philippine. Ngày ngày hôm đó, họ được lệnh chuyển hướng để đi đến trợ giúp cho Reno (CL-96), sau khi chiếc tàu tuần dương hạng nhẹ trúng ngư lôi phóng từ một tàu ngầm Nhật Bản. Đội đặc nhiệm đã hộ tống cho Reno được kéo về Ulithi cho đến ngày 8 tháng 11, khi Oliver Mitchell được tách ra để hộ tống các tàu tiếp dầu của Đội đặc nhiệm 30.8. Đến ngày 18 tháng 11, Lawrence C. Taylor và Melvin R. Nawman đã phối hợp tấn công bằng mìn sâu đánh chìm chiếc tàu ngầm Nhật Bản I-41, và đội đặc nhiệm quay trở về Ulithi mười ngày sau đó.
Oliver Mitchell bắt đầu đảm nhiệm vai trò soái hạm cho Đội hộ tống 72 từ ngày 3 tháng 12, trước khi Đội đặc nhiệm 30.7 khởi hành từ Ulithi vào ngày 10 tháng 12 để hoạt động càn quét chống tàu ngầm chung quanh Đội đặc nhiệm 30.8. Ba ngày sau đó, đơn vị tách khỏi Đội đặc nhiệm 30.8 để hoạt động càn quét chống tàu ngầm về phía Bắc vị trí của Lực lượng Đặc nhiệm 38, vốn đang không kích các sân bay tại Luzon, Philippines để hỗ trợ cho cuộc đổ bộ lên Mindoro. Oliver Mitchell đã tấn công bằng mìn sâu một tín hiệu sonar nghi ngờ vào ngày 14 tháng 12, và giải cứu đội bay một chiếc TBF Avenger khác của Anzio vào ngày 17 tháng 12.
Khi Đệ Tam hạm đội bị lọt vào giữa trung tâm của cơn bão Cobra vào ngày 18 tháng 12, Oliver Mitchell bị tách khỏi đội của Anzio trong nhiều giờ. Sang ngày 21 tháng 12, Anzio, Oliver Mitchell, Robert F. Keller và Lawrence C. Taylor được phái đi tìm kiếm những người sống sót của ba tàu khu trục bị đắm trong cơn bão, nhưng Oliver Mitchell chỉ tìm thấy ba thi thể.  Đội đặc nhiệm 30.7 quay trở về Ulithi vào ngày 25 tháng 12, rồi lên đường vào ngày 29 tháng 12, để tiếp tục nhiệm vụ càn quét chống tàu ngầm bảo vệ cho Đội đặc nhiệm 30.8. Thành phần của 30.7 cũng thay đổi, khi tàu khu trục Kalk (DD-611) thay thế cho Tabberer và Melvin R. Nawman, vốn bị hư hại bởi cơn bão.
Oliver Mitchell cùng với Lawrence C. Taylor được tạm thời phái sang hoạt động cùng Đội đặc nhiệm 38.2 từ ngày 2 đến ngày 6 tháng 1, 1945, khi lực lượng đặc nhiệm tàu sân bay tiến hành không kích xuống Đài Loan và Luzon để hỗ trợ cho cuộc đổ bộ lên vịnh Lingayen. Đang khi quay trở lại cùng Đội đặc nhiệm 30.7, vòm sonar của con tàu bị hỏng khiến nó không thể hoạt động chống tàu ngầm, và chuyển sang vai trò canh phòng máy bay cho Anzio. Vì vậy, Tư lệnh Đội hộ tống 72 chuyển cờ hiệu sang chiếc Lawrence C. Taylor vào ngày 10 tháng 1, và Oliver Mitchell được tách khỏi Đội đặc nhiệm 30.7 vào ngày hôm sau, cùng hai tàu khu trục và một tàu tiếp dầu quay trở về Ulithi, đến nơi hai ngày sau đó. Nó được sửa chữa trong ụ tàu rồi ở lại vũng biển Ulithi, rồi lại đảm nhiệm vai trò soái hạm cho Đội hộ tống 72 khi Đội đặc nhiệm 30.7 quay trở về Ulithi vào ngày 28 tháng 1.

### Iwo Jima
Cùng với Anzio và Robert F. Keller, Oliver Mitchell rời Ulithi vào ngày 2 tháng 2 để đi sang Eniwetok, và hình thành nên Đội đặc nhiệm 50.7 trực thuộc Đệ Ngũ hạm đội dưới quyền Đô đốc Raymond Spruance. Đến nơi bốn ngày sau đó, đội được bổ sung thêm Tabberer và Melvin R. Nawman, rồi lên đường đi Saipan vào ngày 7 tháng 2 hộ tống cho tàu bè thuộc các đội đặc nhiệm 51.11 và 51.12. Tại Saipan, họ hội quân cùng hạm đội được tập trung cho cuộc đổ bộ lên Iwo Jima; và sáp nhập để bảo vệ cho Đơn vị Đặc nhiệm 52.2.2 thuộc Đội Tàu sân bay Hỗ trợ (Đội đặc nhiệm 52.2) của Lực lượng Đổ bộ (Lực lượng Đặc nhiệm 52) vào ngày 13 tháng 2.
Đi đến ngoài khơi Iwo Jima vào ngày 16 tháng 2, máy bay của Anzio đã tuần tra chống tàu ngầm và tuần tra chiến đấu trên không (CAP: Combat Air Patrol) bảo vệ cho các tàu sân bay hộ tống thuộc Đơn vị Đặc nhiệm 52.2.2, khi máy bay của họ trực tiếp bắn phá hòn đảo. Oliver Mitchell được cho tách ra vào ngày 19 tháng 2 để hộ tống cho Đơn vị Đặc nhiệm 52.2.1, rồi sáp nhập cùng 52.2.2 vào ngày 23 tháng 2. Từ ngày 25 tháng 2 đến ngày 4 tháng 3, trong thành phần Đội đặc nhiệm 50.7, nó tuần tra chống tàu ngầm ban đêm chung quanh các tàu sân bay hộ tống, và đã hai lần tấn công vào những tín hiệu nghi ngờ vào ngày 4 tháng 3. Nó cùng Đội đặc nhiệm 50.7 lên đường đi Leyte vào ngày 7 tháng 3, sau khi vai trò tuần tra chống tàu ngầm được máy bay đặt căn cứ trên đất liền tại Iwo Jima đảm nhận.

### Okinawa
Sau khi về đến vịnh San Pedro, Leyte vào ngày 12 tháng 3, Đội đặc nhiệm 50.7 ở lại đây cho đến ngày 21 tháng 3, khi họ lên đường để cùng Đội Tàu sân bay Hỗ trợ tham gia chiến dịch đổ bộ tiếp theo lên Okinawa. Thoạt tiên Oliver Mitchell hộ tống bảo vệ cho Đơn vị Đặc nhiệm 52.1.2, bao gồm các tàu sân bay hộ tống Anzio, Marcus Island (CVE-77) và Savo Island. Đang khi đơn vị đặc nhiệm thực hành tác xạ vào ngày 22 tháng 3, mảnh đạn từ một quả đạn 20 mm bắn từ một tàu khác đã làm bị thương bảy thủy thủ. Đến ngày 25 tháng 3, ngày đầu tiên của hoạt động không kích xuống Okinawa, nó nỗ lực nhằm giải cứu một phi công từ tàu sân bay Marcus Island bị rơi xuống biển nhưng không thành công.  Từ ngày 26 tháng 3, nó cùng Đội hộ tống 72 chuyển sang hộ tống bảo vệ cho Đơn vị Đặc nhiệm 52.1.1, bao gồm các tàu sân bay hộ tống Anzio, Makin Island (CVE-93), Fanshaw Bay (CVE-70), Lunga Point (CVE-94), Natoma Bay (CVE-62), Savo Island (CVE-78) và Steamer Bay (CVE-87), và cùng Anzio tuần tra chống tàu ngầm vào ban đêm. Nó đã giải cứu đội bay một máy bay Avenger của Anzio vào ngày 28 tháng 3.
Oliver Mitchell cùng với Lunga Point đi đến Kerama Retto vào ngày 2 tháng 4 để tiếp nhiên liệu. Tại đây hỏa lực phòng không của con tàu đã giúp bắn rơi một máy bay tiêm kích Mitsubishi A6M Zero đang tìm cách bổ nhào tấn công. Đang khi cùng Lunga Point, Melvin R. Nawman và tàu khu trục Patterson (DD-392) quay trở lại cùng Đơn vị Đặc nhiệm 52.1.1 vào đêm hôm đó, Đơn vị Đặc nhiệm 51.2.1 lân cận bị máy bay Kamikaze đối phương tấn công. Hỏa lực phòng không của Oliver Mitchell đã bắn rơi một máy bay tiêm kích hạng nặng hai động cơ Kawasaki Ki-45 "Nick" đang hướng thẳng đến nó, và gây hư hại cho một chiếc Kamikaze khác vốn đã đâm trúng tàu vận chuyển cao tốc Dickerson (APD-21).
Quay trở lại Kerama Retto vào ngày 6 tháng 4 để gặp gỡ Wake Island (CVE-65), Oliver Mitchell hộ tống chiếc tàu sân bay hộ tống bị hư hại quay trở về Guam để sửa chữa, đến nơi bốn ngày sau đó; lúc trên đường đi nó cũng đã phá hủy một quả thủy lôi trôi nổi trên biển bằng hải pháo vào ngày 7 tháng 4. Tại Guam nó gia nhập thành phần hộ tống cho Lực lượng Đặc nhiệm 51, lên đường đi Saipan vào ngày 14 tháng 4, và khởi hành vào ngày hôm sau trong thành phần hộ tống một đoàn tàu vận tải hướng đến Ulithi. Sau khi đến nơi vào ngày 17 tháng 4, chỉ ba ngày sau đó nó tiếp tục hộ tống cho Đoàn tàu UOK-2, bao gồm các tàu chở hàng và tàu phụ trợ, hướng sang Okinawa. Một tín hiệu sonar nghi ngờ là tàu ngầm đối phương đã khiến đoàn tàu phải đổi hướng đi vào ngày 24 tháng 4. Nó đi đến Kerama Retto để được tiếp nhiên liệu trước khi gia nhập trở lại Đơn vị Đặc nhiệm 52.1.1 vào ngày 27 tháng 4; máy bay của đơn vị này vẫn đang tiếp tục hỗ trợ cho trận chiến trên bộ tại Okinawa.
Đến ngày 1 tháng 5, Oliver Mitchell gia nhập Đơn vị Đặc nhiệm 50.7.3, một đội tìm-diệt tàu ngầm được hình thành chung quanh tàu sân bay hộ tống Tulagi (CVE-72), thay phiên cho tàu chị em William Seiverling (DE-441) vốn phải quay trở về căn cứ để sửa chữa. Thành phần hộ tống còn bao gồm các tàu hộ tống khu trục chị em Goss (DE-444), Kendall C. Campbell (DE-443) và Ulvert M. Moore (DE-442), và sau khi được tiếp nhiên liệu tại Kerama Retto vào ngày hôm sau, đơn vị lên đường để tuần tra chống tàu ngầm dọc theo các tuyến đường hàng hải hướng đến Okinawa. Họ không bắt gặp mục tiêu nào, cho dù Oliver Mitchell đã bắn một loạt súng cối Hedgehog vào một mục tiêu nghi ngờ vào ngày 4 tháng 5, rồi phá hủy một quả thủy lôi bằng hải pháo vào ngày 18 tháng 5.
Anzio thay phiên cho Tulagi trong vai trò tàu sân bay hạt nhân của đội tìm-diệt vào ngày 21 tháng 5, và họ tiếp tục hoạt động săn tàu ngầm đối phương như Đơn vị Đặc nhiệm 50.7.1. Đến ngày 28 tháng 5, khi Đô đốc William Halsey Jr. nắm quyền Tư lệnh Đệ Tam hạm đội, đội đặc nhiệm được đổi tên thành Đội đặc nhiệm 30.6, đồng thời Tabberer và Robert F. Keller thay phiên cho Goss và Kendall C. Campbell. Trong ngày hôm đó, họ nhận được một báo cáo về tàu ngầm đối phương từ một tàu quét mìn nên đổi hướng để truy tìm. Một máy bay Avenger của Anzio đã phát hiện I-361 đang di chuyển trên mặt nước vào sáng ngày 31 tháng 5, và đánh chìm đối thủ với một quả ngư lôi Mark 24. Oliver Mitchell và Tabberer đã đi đến hiện trường để xác nhận tàu ngầm đối phương đã bị tiêu diệt, và thu thập mảnh vỡ cho hoạt động tình báo.
Khi Lawrence C. Taylor thay phiên cho Ulvert M. Moore trong thành phần đơn vị đặc nhiệm và tiếp quản vai trò soái hạm của Đội hộ tống 72 vào ngày 1 tháng 6, Oliver Mitchell cũng tách khỏi đơn vị đặc nhiệm vào 4 tháng 6 để quay trở về Ulithi. Đến nơi hai ngày sau đó, nó được sửa chữa, tiếp liệu và nghỉ ngơi trước khi lên đường hướng sang vịnh San Pedro vào ngày 18 tháng 6, đến nơi ba ngày sau đó. Nó lên đường vào ngày 28 tháng 6 để hộ tống cho Đội đặc nhiệm 30.8, đội hỗ trợ hậu cần của Đệ Tam hạm đội, quay trở lại Ulithi. Trong suốt một tháng rưỡi tiếp theo, nó hộ tống để bảo vệ cho lực lượng đặc nhiệm tàu sân bay hoạt động tại vùng biển phía Đông Nhật Bản. Sau khi Nhật Bản chấp nhận đầu hàng vào ngày 15 tháng 8, giúp chấm dứt vĩnh viễn cuộc xung đột.
Sau chiến tranh, Oliver Mitchell hộ tống các đoàn tàu vận chuyển lực lượng chiếm đóng đi sang làm nhiệm vụ tại Triều Tiên, cũng như hoạt động dọc theo bờ biển Trung Quốc trong nỗ lực ngăn chặn sự xung đột giữa phía Cộng sản với chính phủ của phe Quốc dân Đảng. Đến ngày 26 tháng 12, con tàu tham gia Chiến dịch Magic Carpet để giúp hồi hương các cựu chiến binh quay trở về Hoa Kỳ, về đến San Francisco, California vào ngày 15 tháng 1, 1946.
Oliver Mitchell được cho xuất biên chế vào ngày 24 tháng 4, 1946, và được đưa về Hạm đội Dự bị Thái Bình Dương, neo đậu tại San Diego, California và sau đó được chuyển đến Mare Island, California. Tên nó được cho rút khỏi danh sách Đăng bạ Hải quân vào ngày 15 tháng 3, 1972, và con tàu bị bán để tháo dỡ vào ngày 15 tháng 1, 1973.

## Phần thưởng
Oliver Mitchell được tặng thưởng năm Ngôi sao Chiến trận do thành tích phục vụ trong Thế Chiến II.
| Bronze star · Bronze star · Bronze star · Bronze star |  |             |
|                                                       |  | Bronze star |

| Dãi băng Hoạt động Tác chiến (truy tặng) | Huân chương Chiến dịch Hoa Kỳ           | Huân chương Chiến dịch Hoa Kỳ           | Huân chương Chiến dịch Châu Á-Thái Bình Dương với 4 Ngôi sao Chiến trận  | Huân chương Chiến dịch Châu Á-Thái Bình Dương với 4 Ngôi sao Chiến trận |
| Huân chương Chiến thắng Thế Chiến II     | Huân chương Phục vụ Chiếm đóng Hải quân | Huân chương Phục vụ Chiếm đóng Hải quân | Huân chương Giải phóng Philippine (Philippine) với 1 Ngôi sao Chiến trận |                                                                         |